# 国家金融监督管理总局
国家金融监督管理总局（英語：National Financial Regulatory Administration），规范化简称金融监管总局，是中华人民共和国国务院于2023年5月设立的，主管银行、保险等行业监督管理工作的国务院直属机构。

## 沿革
2023年3月，第十四届全国人民代表大会决定，国家金融监督管理总局在中国银行保险监督管理委员会基础上组建，并吸纳了中国人民银行对金融控股公司等金融集团的日常监管职责、有关金融消费者保护职责，以及中国证券监督管理委员会的投资者保护职责。
2023年5月18日，国家金融监督管理总局正式揭牌，国务院副总理何立峰、人民银行行长易纲、证监会主席易会满等出席了揭牌仪式。
2023年7月20日，国家金融监督管理总局省市两级派出机构挂牌。

## 职责
根据《国家金融监督管理总局职能配置、内设机构和人员编制规定》，国家金融监督管理总局承担下列职能：
1. 依法对除证券业之外的金融业实行统一监督管理，强化机构监管、行为监管、功能监管、穿透式监管、持续监管，维护金融业合法、稳健运行。
2. 对金融业改革开放和监管有效性相关问题开展系统性研究，参与拟订金融业改革发展战略规划。拟订银行业、保险业、金融控股公司等有关法律法规草案，提出制定和修改建议。制定银行业机构、保险业机构、金融控股公司等有关监管制度。
3. 统筹金融消费者权益保护工作。制定金融消费者权益保护发展规划，建立健全金融消费者权益保护制度，研究金融消费者权益保护重大问题，开展金融消费者教育工作，构建金融消费者投诉处理机制和金融消费纠纷多元化解机制。
4. 依法对银行业机构、保险业机构、金融控股公司等实行准入管理，对其公司治理、风险管理、内部控制、资本充足状况、偿付能力、经营行为、信息披露等实施监管。
5. 依法对银行业机构、保险业机构、金融控股公司等实行现场检查与非现场监管，开展风险与合规评估，查处违法违规行为。
6. 统一编制银行业机构、保险业机构、金融控股公司等的监管数据报表，按照国家有关规定予以发布，履行金融业综合统计相关工作职责。
7. 负责银行业机构、保险业机构、金融控股公司等的科技监管，建立科技监管体系，制定科技监管政策，构建监管大数据平台，开展风险监测、分析、评价、预警，充分利用科技手段加强监管、防范风险。
8. 对银行业机构、保险业机构、金融控股公司等实行穿透式监管，制定股权监管制度，依法审查批准股东、实际控制人及股权变更，依法对股东、实际控制人以及一致行动人、最终受益人等开展调查，对违法违规行为采取相关措施或进行处罚。
9. 建立除货币、支付、征信、反洗钱、外汇和证券期货等领域之外的金融稽查体系，建立行政执法与刑事司法衔接机制，依法对违法违规金融活动相关主体进行调查、取证、处理，涉嫌犯罪的，移送司法机关。
10. 建立银行业机构、保险业机构、金融控股公司等的恢复和处置制度，会同相关部门研究提出有关金融机构恢复和处置意见建议并组织实施。
11. 牵头打击非法金融活动，组织建立非法金融活动监测预警体系，组织协调、指导督促有关部门和地方政府依法开展非法金融活动防范和处置工作。对涉及跨部门跨地区和新业态新产品等非法金融活动，研究提出相关工作建议，按要求组织实施。
12. 按照建立以中央金融管理部门地方派出机构为主的地方金融监管体制要求，指导和监督地方金融监管相关业务工作，指导协调地方政府履行相关金融风险处置属地责任。
13. 负责对银行业机构、保险业机构、金融控股公司等与信息技术服务机构等中介机构的信息科技外包等合作行为进行监管，依法对违法违规行为开展调查，并对金融机构采取相关措施。
14. 参加金融业相关国际组织与国际监管规则制定，开展对外交流与国际合作。
15. 完成党中央、国务院交办的其他任务。

## 机构设置
根据《国家金融监督管理总局职能配置、内设机构和人员编制规定》，国家金融监督管理总局内设机构为正司局级，对派出机构实行垂直管理，设置下列机构：

### 内设机构
- 办公厅（党委办公室）
- 政策研究司
- 法规司
- 统计与风险监测司
- 科技监管司
- 公司治理监管司
- 普惠金融司
- 金融机构准入司
- 大型银行监管司
- 股份制和城市商业银行监管司
- 农村中小银行监管司
- 财产保险监管司（再保险监管司）
- 人身保险监管司
- 资管机构监管司
- 非银机构监管司
- 银行机构检查局
- 保险和非银机构检查局
- 机构恢复与处置司
- 金融消费者权益保护局
- 打击非法金融活动局
- 稽查局
- 行政处罚局
- 内审司（党委巡视工作领导小组办公室）
- 国际合作司（港澳台办公室）
- 人事教育司（党委组织部）
- 财务会计司
- 党建工作局（党委宣传部）
- 机关党委

### 直属行政机构
- 稽查总队

### 派出机构
- 国家金融监督管理总局北京监管局
- 国家金融监督管理总局天津监管局
- 国家金融监督管理总局河北监管局
- 国家金融监督管理总局山西监管局
- 国家金融监督管理总局内蒙古监管局
- 国家金融监督管理总局辽宁监管局
- 国家金融监督管理总局吉林监管局
- 国家金融监督管理总局黑龙江监管局
- 国家金融监督管理总局上海监管局
- 国家金融监督管理总局江苏监管局
- 国家金融监督管理总局浙江监管局
- 国家金融监督管理总局安徽监管局
- 国家金融监督管理总局福建监管局
- 国家金融监督管理总局江西监管局
- 国家金融监督管理总局山东监管局
- 国家金融监督管理总局河南监管局
- 国家金融监督管理总局湖北监管局
- 国家金融监督管理总局湖南监管局
- 国家金融监督管理总局广东监管局
- 国家金融监督管理总局广西监管局
- 国家金融监督管理总局海南监管局
- 国家金融监督管理总局重庆监管局
- 国家金融监督管理总局四川监管局
- 国家金融监督管理总局贵州监管局
- 国家金融监督管理总局云南监管局
- 国家金融监督管理总局西藏监管局
- 国家金融监督管理总局陕西监管局
- 国家金融监督管理总局甘肃监管局
- 国家金融监督管理总局青海监管局
- 国家金融监督管理总局宁夏监管局
- 国家金融监督管理总局新疆监管局
- 国家金融监督管理总局大连监管局
- 国家金融监督管理总局宁波监管局
- 国家金融监督管理总局厦门监管局
- 国家金融监督管理总局青岛监管局
- 国家金融监督管理总局深圳监管局

### 直属事业单位
- 机关服务中心
- 培训中心
- 金融消费者权益投诉调解中心

## 历任领导
| 党委书记、局长 - 李云泽（2023年5月－） 党委委员、副局长 - 曹宇（2023年5月－2023年12月） - 周亮（2023年5月－） - 肖远企（2023年5月－） - 丛林（2023年5月－） - 付万军（2023年12月－） | 党委委员 - 王陆进（兼纪检监察组组长，2023年5月－2024年6月） - 杨国瑞（兼纪检监察组组长，2025年1月－） |

## 驻总局纪检监察组
中央纪律检查委员会国家监察委员会驻国家金融监督管理总局纪检监察组，简称中央纪委国家监委驻金融监管总局纪检监察组，是中国共产党中央纪律检查委员会、中华人民共和国国家监察委员会设在国家金融监督管理总局的副部级派驻机构。

### 沿革
2003年，设立中国共产党中国银行业监督管理委员会纪律检查委员会（监察部驻中国银行业监督管理委员会监察局），是中央纪委监察部派驻机构。2014年12月，中共中央制定出台《关于加强中央纪委派驻机构建设的意见》，为派驻全覆盖确定了时间表和路线图。2015年中共中央《关于全面落实中央纪委向中央一级党和国家机关派驻纪检机构的方案》（中办发〔2015〕55号）撤销监察部驻各单位监察局，中央纪委驻各单位纪检组为对外工作联络的唯一名称，中共中央批准中央纪委对139家中央一级党和国家机关派驻纪检机构全覆盖，共设置47家派驻机构，其中20家为单独派驻机构，27家综合派驻机构负责监督119家单位。中央纪委驻中国银行业监督管理委员会纪检组负责单独监督中国银行业监督管理委员会。
2018年，深化党和国家机构改革及《中华人民共和国监察法》施行后，调整组建中央纪律检查委员会国家监察委员会驻中国银行保险监督管理委员会纪检监察组，单独派驻中国银行保险监督管理委员会。2023年，改为中央纪委国家监委驻金融监管总局纪检监察组。

### 历任领导
组长
- 王陆进 二级副总监察官（2023年5月—2024年6月）
- 杨国瑞 （2025年1月—）